# Hippokoon (Vater der Zeuxippe)
Hippokoon (altgriechisch Ἱπποκόων Hippokóōn, deutsch ‚der Pferdekenner‘) ist in der griechischen Mythologie der Vater der Zeuxippe.
Er verheiratete seine Tochter mit Antiphates, dem König von Argos. Über Hippokoon ist nichts weiter bekannt. Es ist nicht auszuschließen, dass er mit Hippokoon von Amyklai oder mit Hippokoon, dem König von Sparta identisch ist.